# 파라과이 U-15 축구 국가대표팀
파라과이 U-15 축구 국가대표팀(스페인어: selección de fútbol sub-15 de Paraguay)은 해당 연령대의 국제 축구에서 파라과이를 대표하는 축구 국가대표팀이며, 파라과이의 축구 관리 기관인 파라과이 축구 협회의 관리를 받는다. 해당 대표팀은 CONMEBOL U-15 축구 선수권 대회와 같은 대회 준비를 위해 주로 소집된다.
CONMEBOL U-15 축구 선수권 대회에서는 9번 출전해 2004년과 2009년에 우승했다.